# Андерссон, Моника
Моника Андерссон (швед. Monica Andersson) — шведская ориентировщица, призёр чемпионатов мира по спортивному ориентированию в индивидуальной гонке и в эстафете.
Обладательница золотых медалей чемпионата мира 1974 года в эстафете
в составе сборной Швеции (Б.Ларссон, М. Андерссон и К. Кульман).
На чемпионате мира 1979 года в финском городе Тампере завоевала две бронзовых медали — в индивидуальной гонке и в эстафете.